# Maoritomella granilirata
Maoritomella granilirata é uma espécie de gastrópode do gênero Maoritomella, pertencente a família Borsoniidae.